# Kargow
Kargow est une commune rurale allemande de l'arrondissement du Plateau des lacs mecklembourgeois dans le Mecklembourg-Poméranie-Occidentale.

## Géographie
La commune se trouve au cœur du Plateau des lacs mecklembourgeois et la plus grande partie de son territoire appartient au parc national de la Müritz, dans un paysage de forêts, de landes et de lacs dont le Hofsee, le lac de Speck et le lac de Priesterbäk. La Ostpeene prend sa source à quelques centaines de mètres à l'ouest du village de Kargow.
Outre le village de Kargow, la commune comprend les villages de Damerow, Federow, Godow, Rehhof, Schwarzenhof et Speck.

## Histoire
Des tumulus de l'âge du bronze attestent d'un peuplement ancien dans la région qui a été ensuite peuplée de Slaves, puis de populations germaniques venues de plus à l'ouest. Les villages de Kargow et Federow ont été fondés au XIIIe siècle.

## Tourisme
Outre le parc naturel et les lacs, la commune est connue pour:
- Petite église de Kargow, gothique
- Manoir de Kargow, propriété privée qui ne se visite pas
- Église de Speck 1876-1877
- Château de Speck, propriété privée qui ne se visite pas
- Manoir de Federow 1845, devenu hôtel-restaurant aujourd'hui

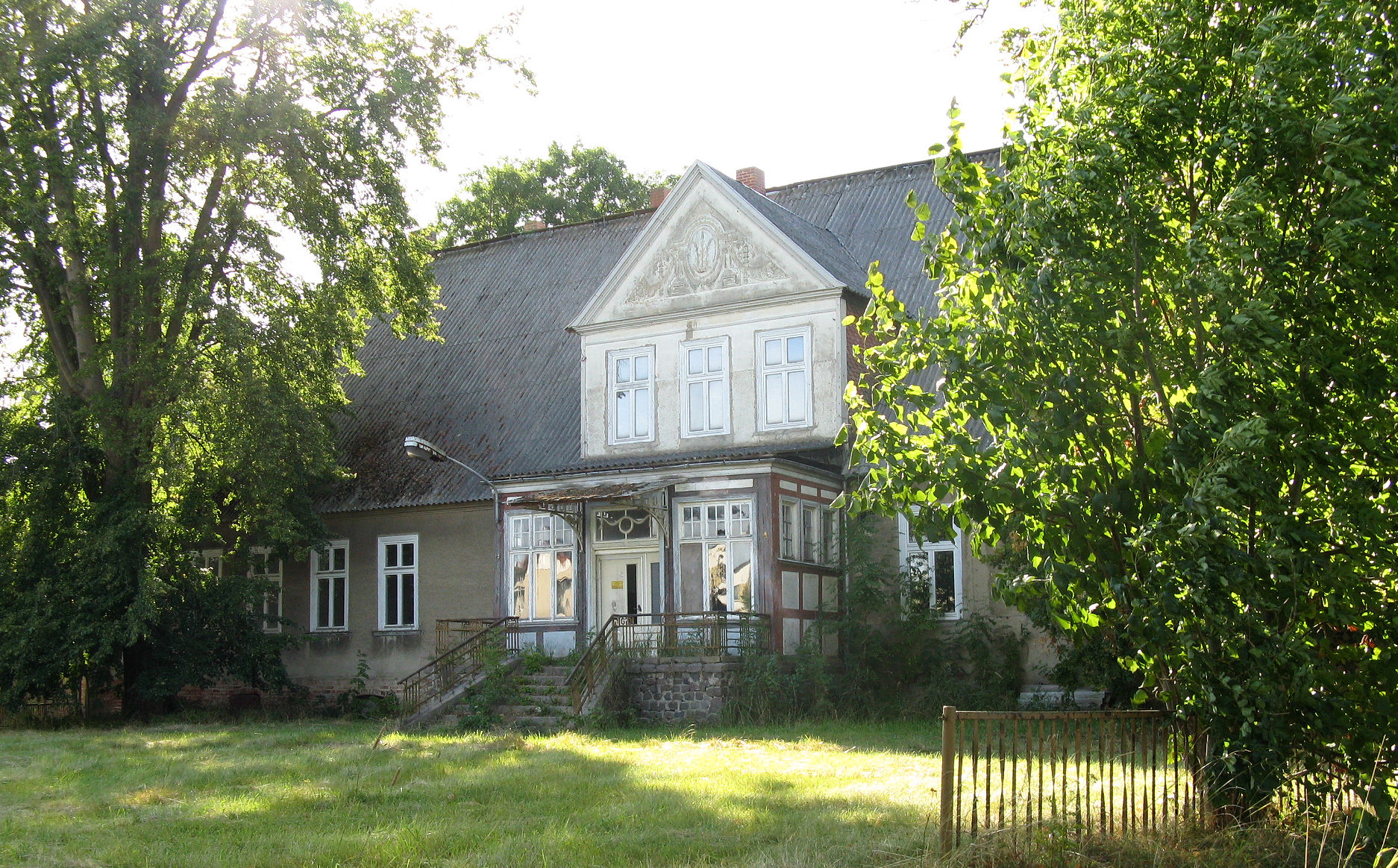
Vue du manoir de Kargow
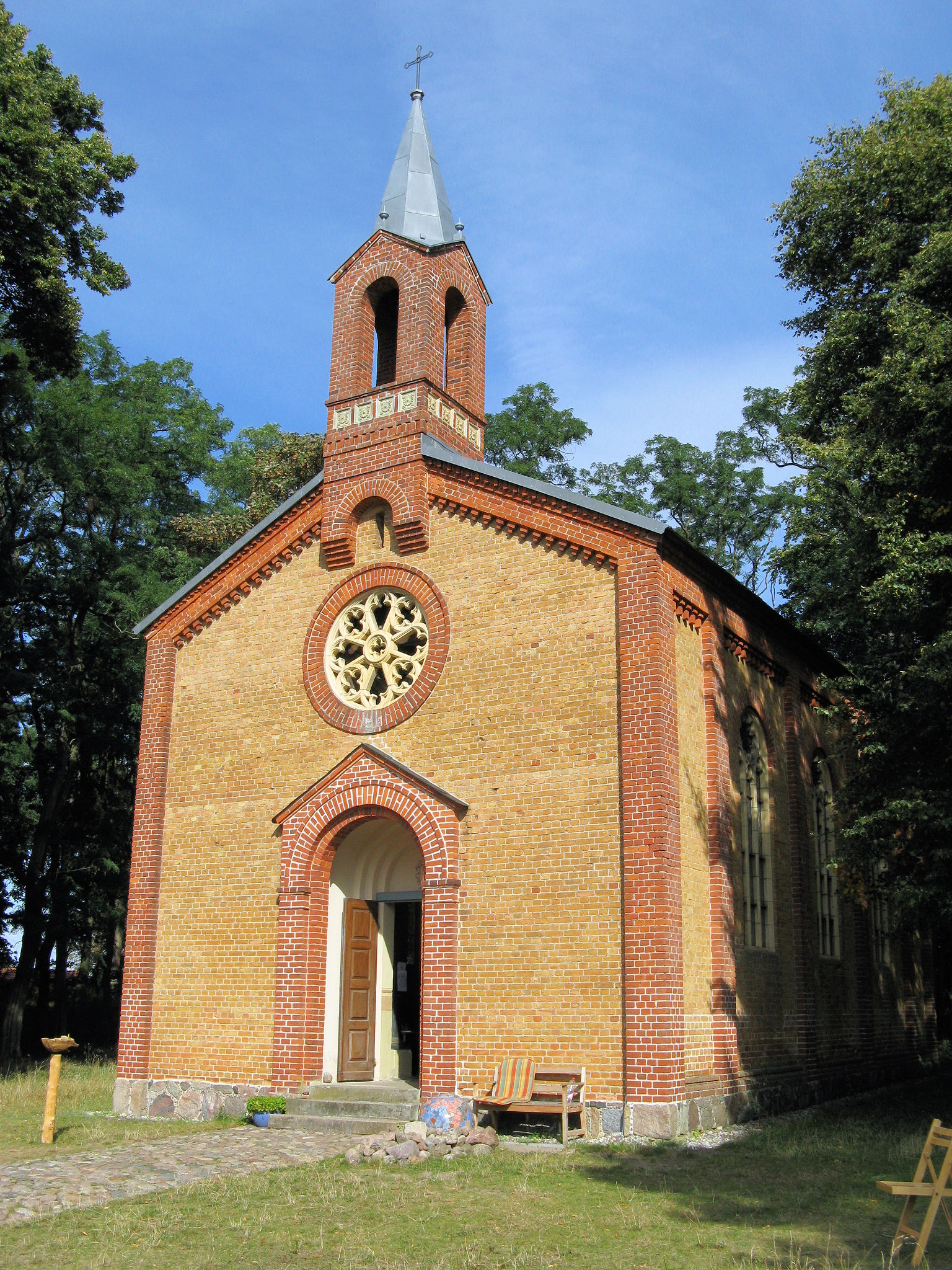
Vue de l'église de Speck
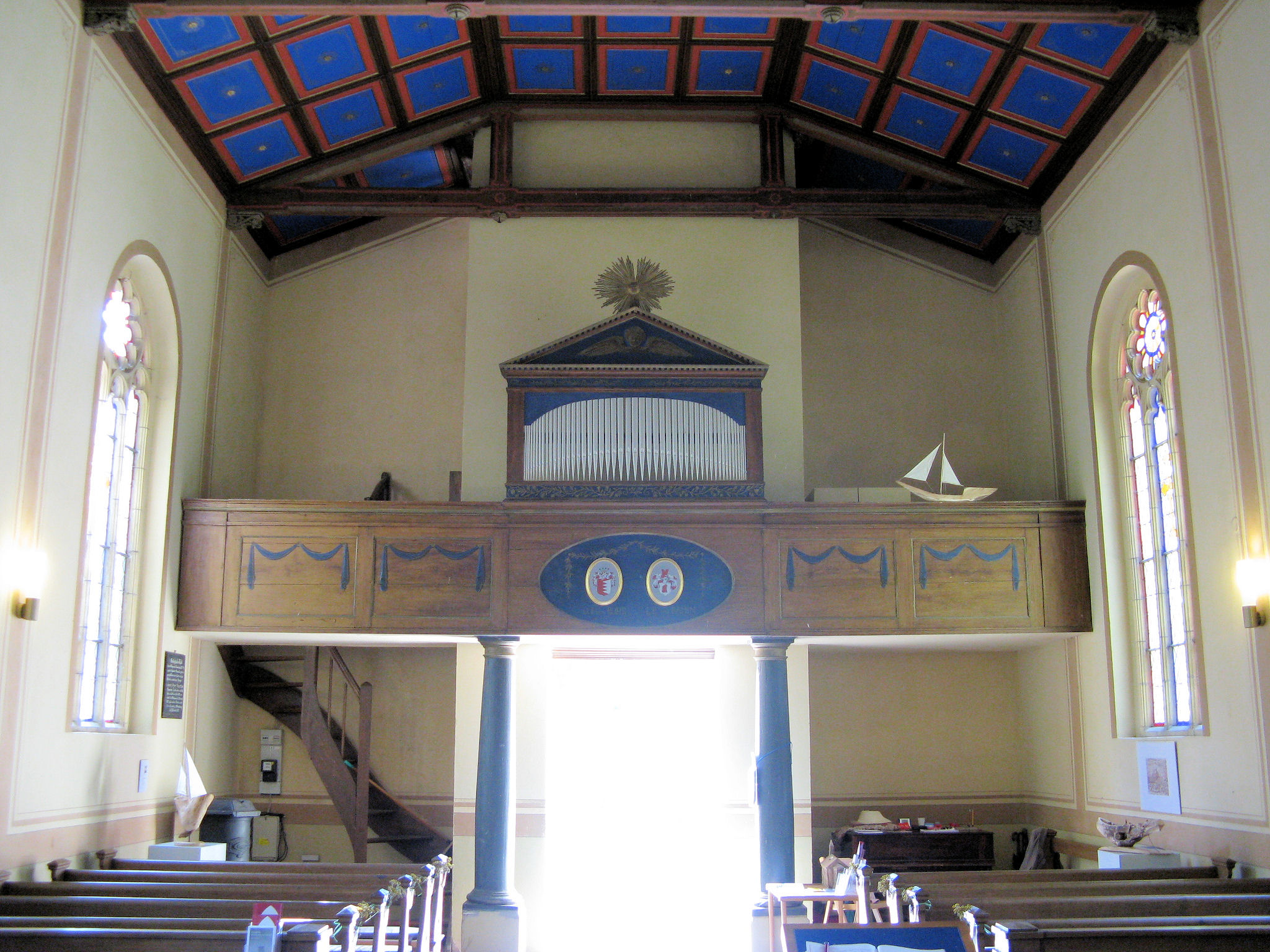
Vue de l'orgue de l'église de Speck
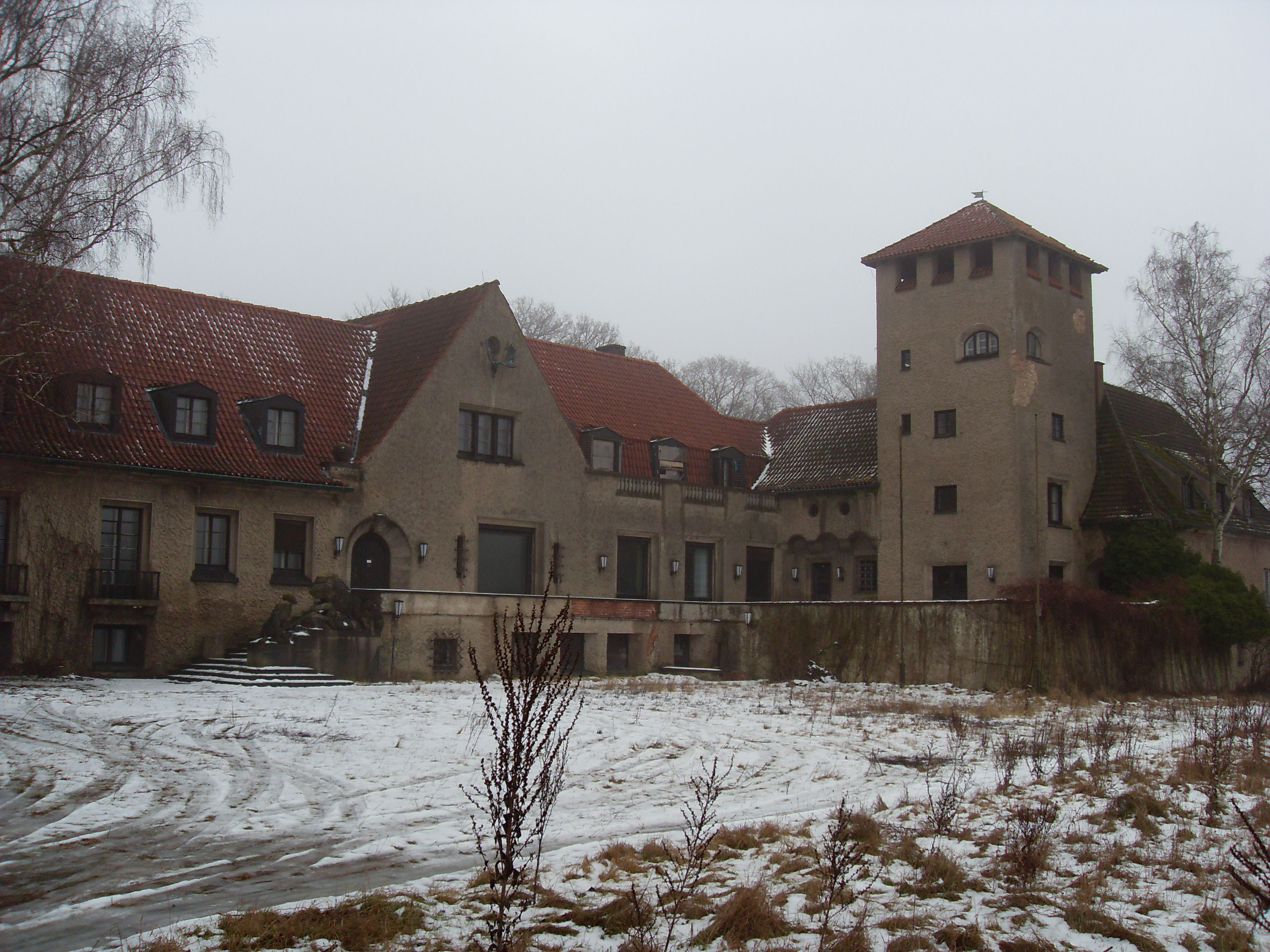
Château de chasse de Speck
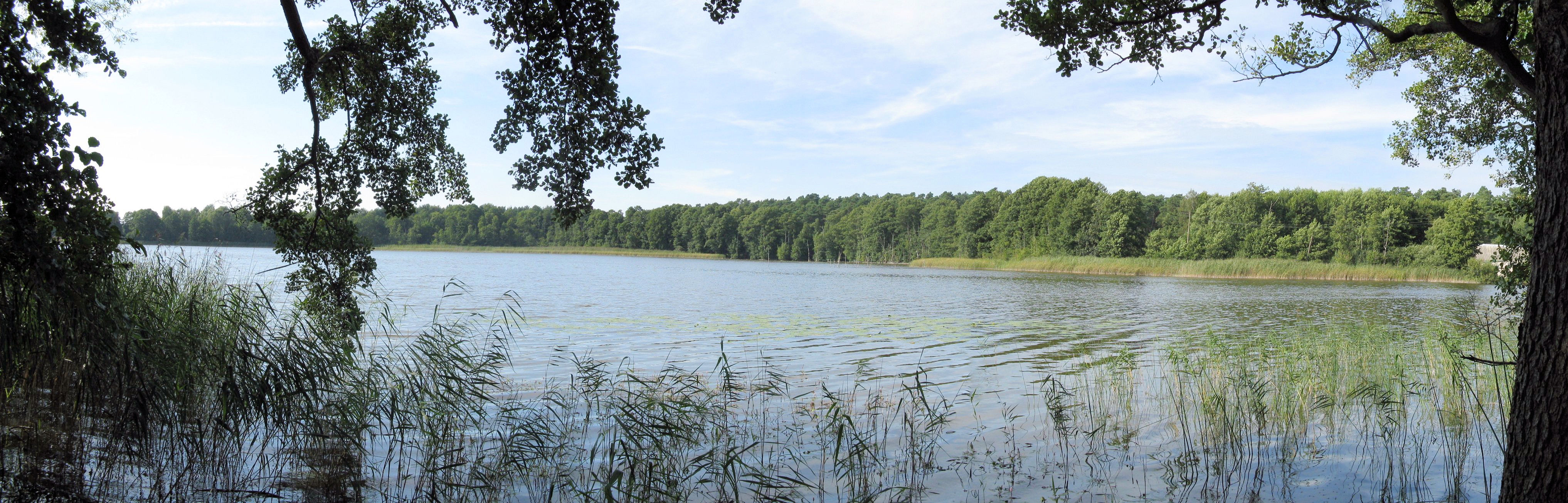
Vue du lac Hofsee
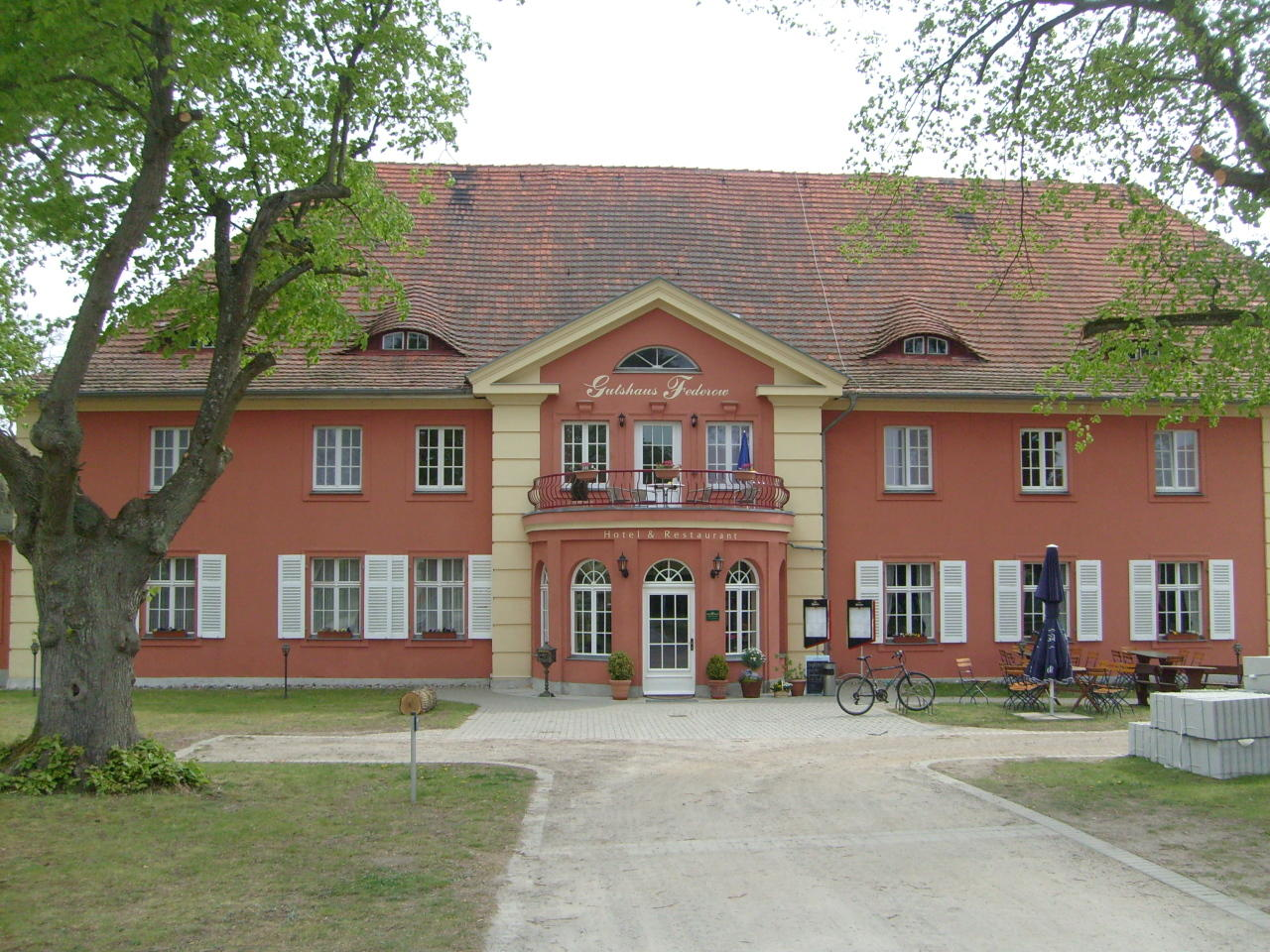
Manoir de Federow
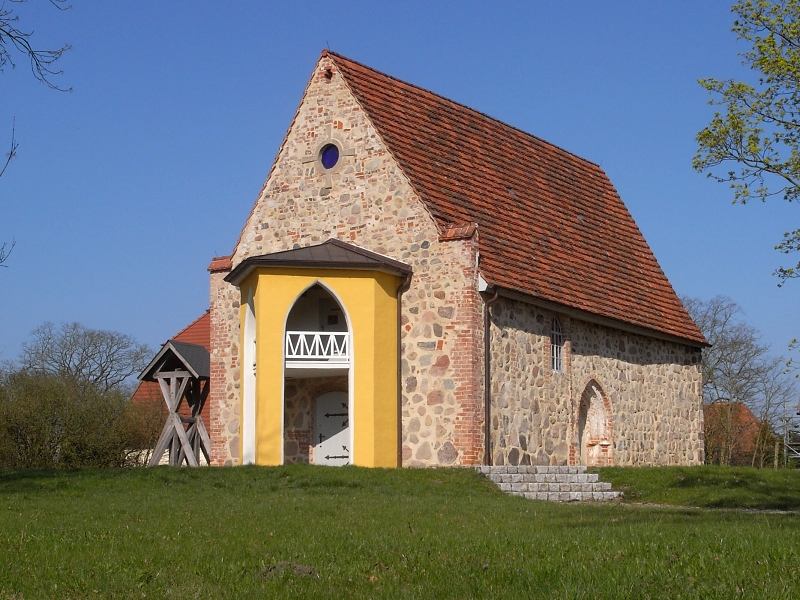
Vue de l'église de Federow